# Überetsch

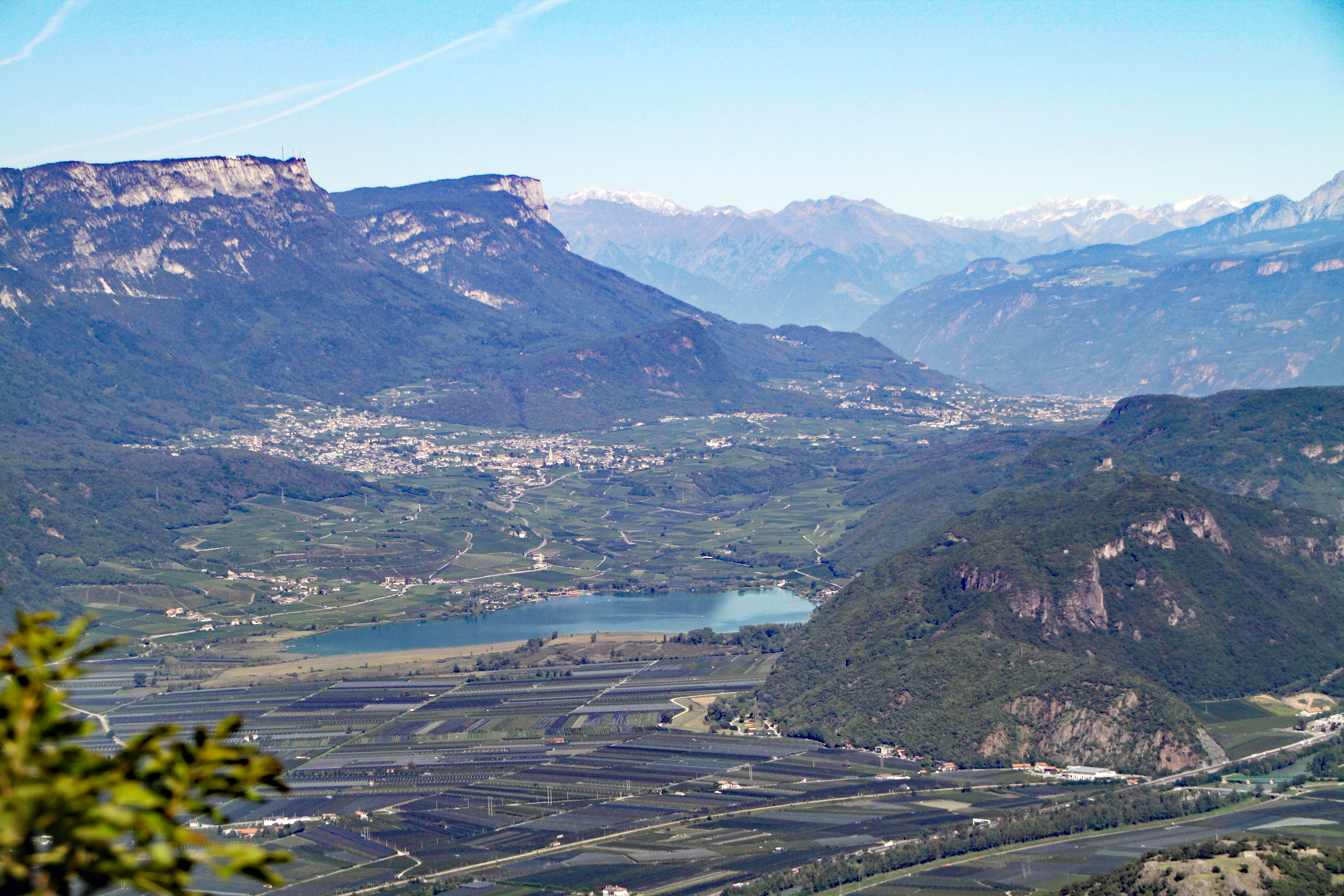
Blick von Südosten auf das Überetsch mit Kalterer See, Kaltern und Eppan

Als Überetsch (italienisch Oltradige) wird eine Hügellandschaft in Südtirol auf der orographisch rechten, westlichen Seite des Etschtals bezeichnet. Sie erstreckt sich hauptsächlich in den Gemeindegebieten von Eppan und Kaltern und liegt in ihrem Kernbereich rund 150 m höher als der Talboden.

## Geographie

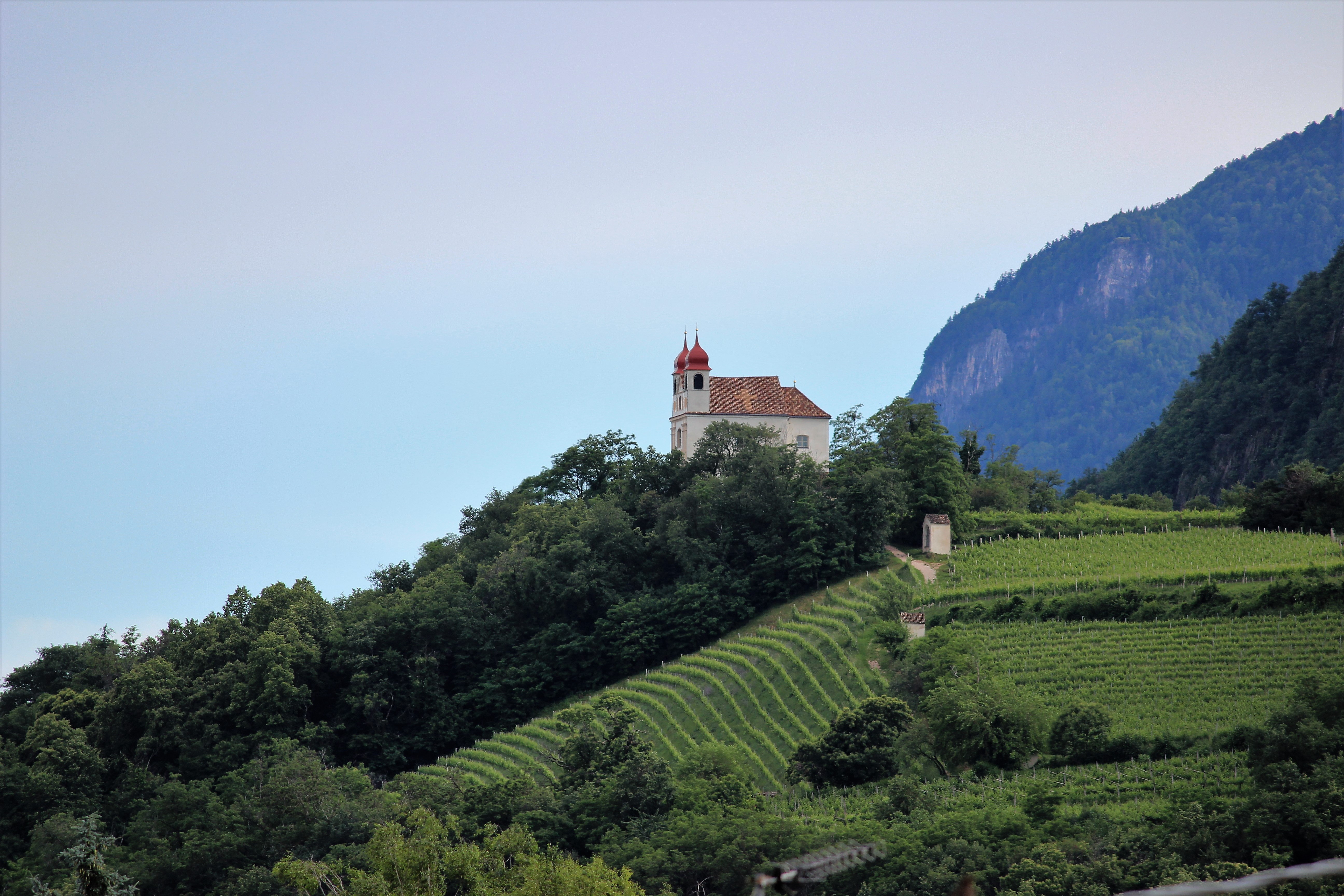
Die Gleifkirche in Eppan

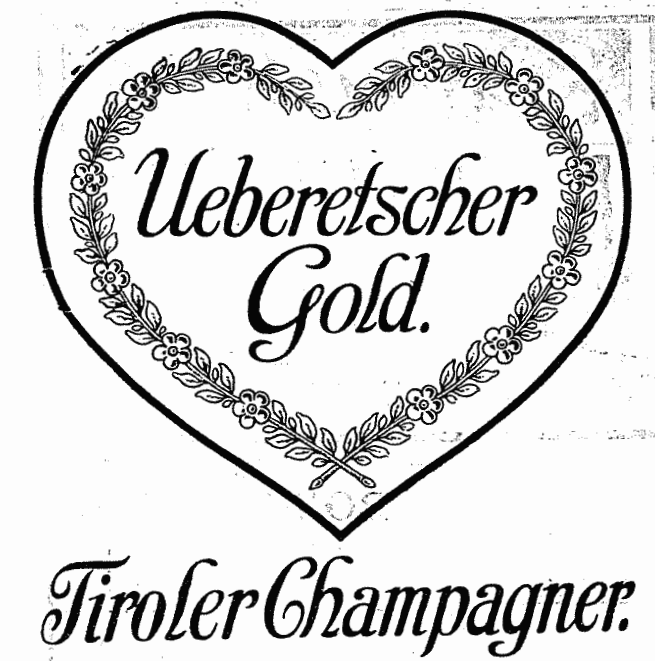
Werbeschaltung für Überetscher Gold – Tiroler Champagner in der Bozner Zeitung von 1908

Die Landschaft liegt im Südwesten Bozens, zu Füßen des Mendelkamms größtenteils in Höhenlagen von rund 250–600 m. Im Westen überragt wird das Gebiet vom Gantkofel (1866 m s.l.m.) und vom Penegal (1737 m), der Mendelpass (1363 m) vermittelt einen Übergang ins Nonstal. Östlich wird das Überetsch durch den Mitterberg vom Unterland bzw. dem Talboden der Etsch abgegrenzt. Im Norden fällt das Überetsch zum breiten Bozner Talkessel hin ab, im Süden geht es am Kalterer See in das Unterland über.
Das Überetsch gehört größtenteils zu den Gemeinden Eppan und Kaltern sowie zu kleinen Anteilen zu Pfatten. Es ist das bedeutendste Weinbaugebiet Südtirols. Zusammen mit dem Unterland bildet das Überetsch die Bezirksgemeinschaft Überetsch-Unterland.
„Überetsch“ bezeichnet einerseits aus der Sicht von Bozen die Gegend auf der anderen Seite, also jenseits der Etsch, andererseits auch die topographische Lage erhöht über der Etsch – im Durchschnitt etwa 150 m über der Etschtalsohle. Der Begriff „Überetsch“ (Ultra Atacem) wurde bereits in Bozner Urkunden des 13. Jahrhunderts verwendet. Unklar ist dabei allerdings, ob damit das Gebiet im heutigen Sinne oder nur eine bestimmte Ortslage gemeint war.
Im Überetsch befindet sich an der Grenze zwischen Eppan und Kaltern am Fuß des Gandbergs ein Bergsturzgelände,
das wohl gegen Ende der letzten Eiszeit entstanden ist. Die Felstrümmer aus Rhyolith bedecken eine
Fläche von gut 1 km², haben einen Rauminhalt von insgesamt ca. 10 Millionen m³ und sind teilweise mit Wald bewachsen. Auf diesem Gelände befinden sich die Eppaner Eislöcher. Die schon 1491 urkundlich belegte Bezeichnung „in der Gand“ (Geröllhalde, mundartlich „Gånt“) ging später auf die im Gebiet entstandene Siedlung über und hat auch Anlass zu Sagenbildungen gegeben.

## Einrichtungen

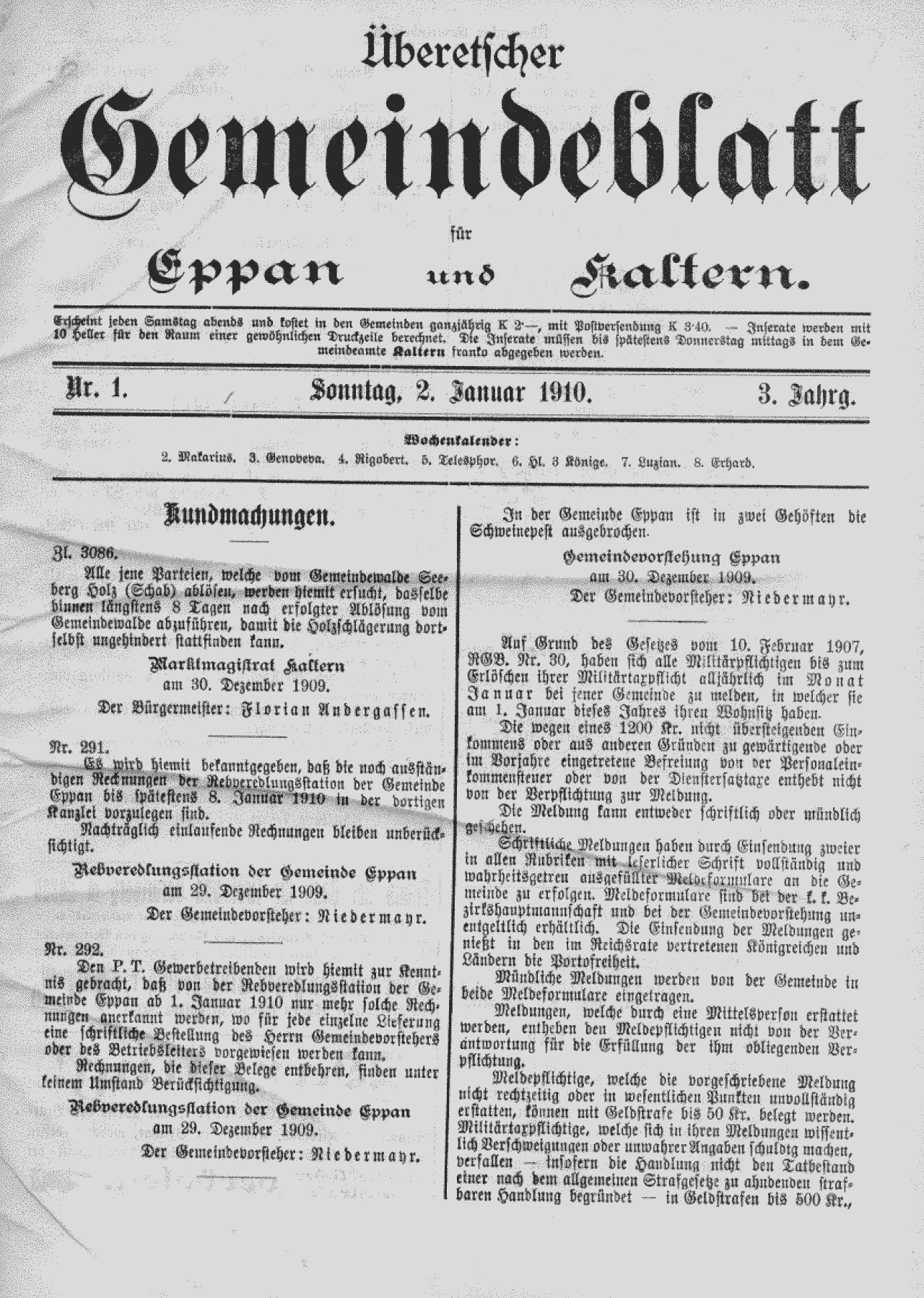
Frontispiz des historischen Überetscher Gemeindeblatts für Eppan und Kaltern von 1910

Für das gesamte Überetsch gibt es ein gemeinsames Gemeindeblatt (Wochenzeitung), das 1908 als Überetscher Gemeindeblatt für Eppan und Kaltern begründet worden war.
Es bestehen eine Raiffeisenkasse Überetsch und eine Sektion des Rettungsdienstes Weißes Kreuz.

## Verkehr
Für den Kraftverkehr ist das Gebiet in erster Linie durch die Südtiroler Weinstraße erschlossen, die in Eppan als Teil der SS 42 ausgewiesen ist. Zwischen 1898 und 1974 verband die Überetscher Bahn das Gebiet mit Bozen. Heute dient die aufgelassene Trasse in weiten Teilen der Radroute 7 „Bozen–Kaltern“.

## Kultur
Im sogenannten Überetscher Baustil wurden zwischen 1550 und 1650 herrschaftliche, ansitzähnliche Landhäuser erbaut. Typisch ist ein großer Mittelsaal, um den sich verschiedene kleinere Räume gruppieren. Der Saal ist mit Rundbogenfenstern versehen. Oft sind Erker oder eine Loggia vorhanden. Anspruchsvolle Holztäfelungen schmücken und isolieren die Räume. Im Überetscher Stil vereinen sich nördliche und südliche Elemente.